# Samedi soir sur la terre (álbum)
Samedi soir sur la Terre es el octavo álbum de Francis Cabrel y fue lanzado en 1994.

## Títulos
1. La corrida
2. Assis sur le rebord du monde
3. La cabane du pêcheur
4. Samedi soir sur la Terre
5. Je t'aimais, je t'aime, je t'aimerai
6. Les vidanges du diable
7. L'arbre va tomber
8. Octobre
9. Le noceur
10. Tôt ou tard s'en aller

- Datos: Q3470749